# The Paris Sisters
The Paris Sisters was een Amerikaans zangtrio, bestaande uit de zussen Priscilla (San Francisco, 4 januari 1945 - 5 maart 2004), Albeth (1944) en Sherrell Paris (1939), dochters van een operazangeres uit San Francisco.

## Jeugd en opleiding
Mevrouw Paris voedde haar dochters reeds vroeg op tot zangeressen en begeleidde ze zelf op de piano. Tijdens een drie weken durend gastspel van The Andrews Sisters zaten de gezusters Paris iedere avond op de eerste rij. Ten slotte werden de drie op het podium geroepen en mochten ze de song Rum and Coco Cola van de Andrews Sisters ten gehore brengen. Een muziekagent bezorgde hun daarop een verbintenis bij het troepenverzorgingsprogramma van de USO.

## Carrière
In 1954 startte het platenlabel Decca Records met een reeks van acht singles, die onder de naam The Paris Sisters werden gepubliceerd. De opnamen waren net zo zonder succes als de daarop volgende beide platen van Imperial Records, die werden geproduceerd in 1957 en 1958. Reeds tijdens hun verbintenis bij Decca traden de drie zussen op in Las Vegas en stonden nu en dan tussen middernacht en zeven uur 's morgens op het podium. Tot deze tijd was Priscilla negen jaar oud. In 1959 en 1960 werden geen platen geproduceerd met The Paris Sisters. In maart 1961 kwam de eerste single uit bij het label Gregmark. Het zich daarop bevindende nummer Be My Boy kwam in de Billboard Hot 100 op de 56e plaats. De producent was Phil Spector, die later ook met The Beatles samenwerkte. Van de volgende vier Gregmark-platen, kwamen drie verdere nummers in de Hot 100. De in augustus 1961 gepubliceerde song I Love How You Love Me werd het grootste succes van The Paris Sisters met een 5e plaats in de Hot 100. Tijdens de Gregmark-producties verbleven de zusters nu en dan in New York.
Aan het eind van 1962 was het contract met Gregmark afgelopen en in 1963 hadden de zusters geen contract meer. In plaats daarvan werkten ze mee in de muziekfilm Ring-a-Ding Rhythm van Richard Lester en gingen ze met Dion en The Marvelettes op tournee. In het voorjaar van 1964 produceerde het label MGM met hun een versie van het Bobby Darin-succes Dream Lover, dat nog eens in de Hot 100 kwam op de 91e plaats. Tussen 1964 en 1965 ontstonden twee singles bij Mercury Records, gevolgd door een tweejarige verbintenis bij het label Reprise Records. Daar werden vier singles geproduceerd en in 1966 verscheen de lp Everything Under the Sun. In hetzelfde jaar bracht het label Sidewalk de lp Golden Hits of the Paris Sisters uit. Voorheen had Unifilms Records in 1966 de lp The Glass House op de markt gebracht. In 1968 kwamen nog drie singles uit bij  Capitol Records, Crescendo Records en Eric, van daarna zijn geen nieuwe opnamen bekend. Aan het begin van de jaren 1970 ging het trio uit elkaar.

## Privéleven en overlijden
Sherell formeerde haar eigen band Sherell & the New People. Albeth ging met haar echtgenoot in de tv-productie en Priscilla verhuisde naar Parijs, waar ze taalcursussen voor hotelmedewerkers leidde. Ze overleed in 2004 op 59-jarige leeftijd aan de gevolgen van een val.

## Discografie

### Vinyl-singles
Decca
- 1954: Ooh La La / Whose Arms Are You Missing
- 1955: Huckleberry Pie / Baby, Honey, Baby
- 1955: His and Hers / Truly Do (& Gary Crosby)
- 1955: The Know How / I Wanna
- 1955: Lover Boy / Oh Yes You Do
- 1956: I Love You Dear / Mistaken
- 1956: Daughter! Daughter! / So Much – So Very Much
- 1958: Mind Reader / Don't Tell Anybody

Imperial
- 1957: Tell Me More / Old Enough to Cry
- 1958: Some Day / My Original Love

Gregmark
- 1961: Be My Boy / I'll Be Crying Tomorrow
- 1961: I Love How You Love Me / All Through the Night
- 1962: He Knows I Love Him Too Much / A Lonely Girl's Prayer
- 1962: Let Me Be the One / What Am I To Do
- 1962: Yes - I Love You / Once Upon a While Ago

MGM
- 1964: Dream Lover / Lonely Girl

Mercury
- 1964: When I Fall in Love / Once Upon a Time
- 1965: Why Do I Take It From You / Always Waitin'

Reprise
- 1966: Sincerely / Too Good to Be True
- 1966: I'm Me / You
- 1966: My Good Friend / It's My Party
- 1967: Some Of Your Lovin' / Long After Tonight Is All Over

Capitol
- 1968: Greener Days / Golden Days

Crescendo
- 1968: The Ugliest Girl in Town / Stark Naked Clown

Eric
- 1968: I Love How You Love Me / He Knows I Love Him Too Much

### Lp's
- 1966: The Glass House
- 1967: Everything Under the Sun
- 1967: Golden Hits of the Paris Sisters

### Cd's
- 2004: The Best
- 2007: The Complete Phil Spector Sessions
- 2013: Their Greatest Hits & More
- 2013: Sing Everything Under the Sun
- 2016: Always Heavenly - The Paris Sisters Anthology